# Woogwiesen-Bruchwiesen
Koordinaten: 49° 54′ 41″ N, 8° 8′ 29″ O

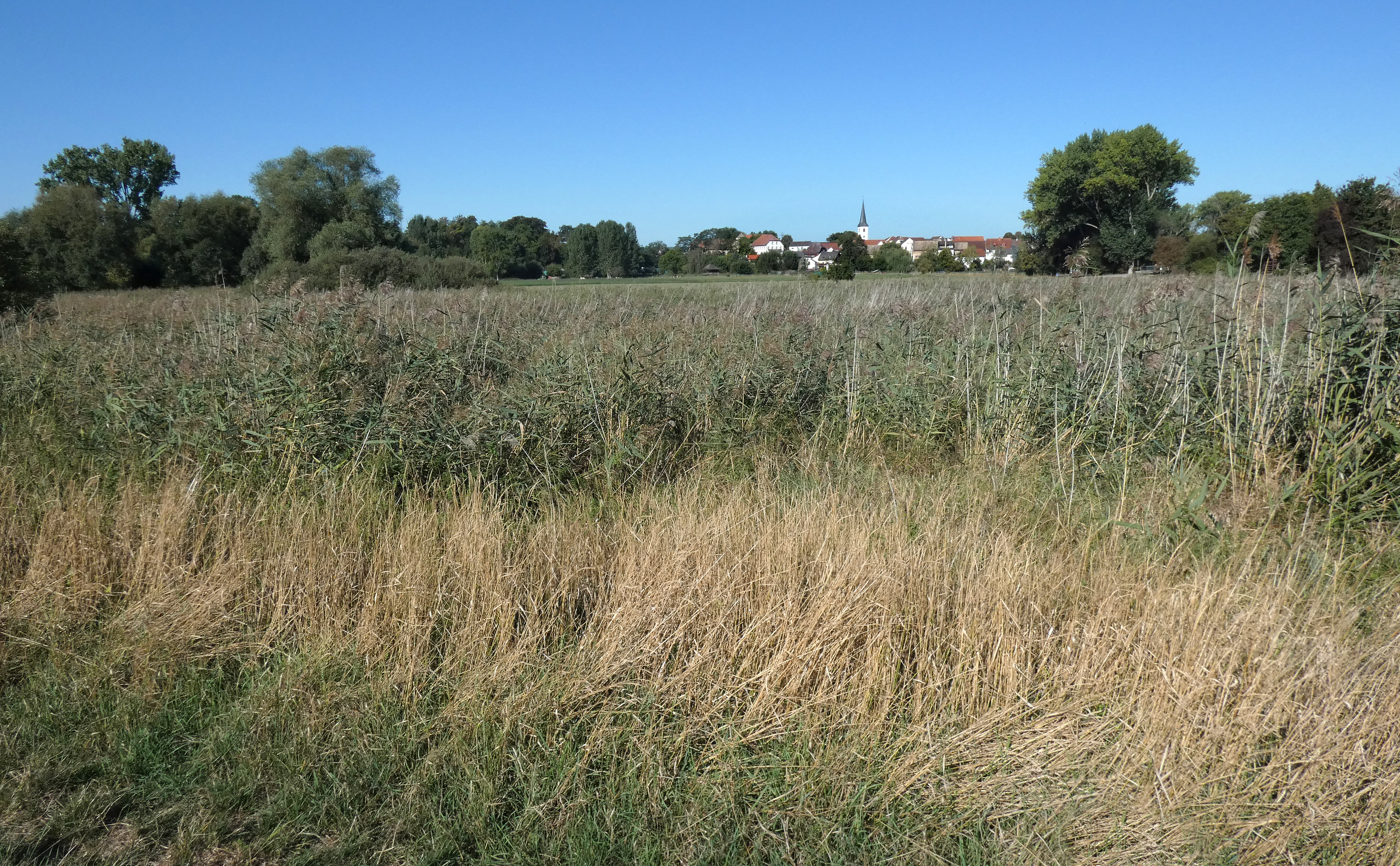
Woogwiesen-Bruchwiesen, bei Stadecken-Elsheim

Das Naturschutzgebiet Woogwiesen-Bruchwiesen liegt im Landkreis Mainz-Bingen in Rheinland-Pfalz. Das 39 ha große Gebiet, das im Jahr 1990 unter Naturschutz gestellt wurde, erstreckt sich östlich der Ortsgemeinde Stadecken-Elsheim entlang der Selz. Südlich verläuft die Landesstraße L 413.
Das Gebiet umfasst einen Abschnitt der Selzniederung mit naturnahem Bachlauf, Gehölzen, Schilfröhricht und Nassbrachen sowie grundfeuchten und zeitweilig überschwemmten Grünland- und Ackerflächen. Es liegt im Landschaftsschutzgebiet „Selztal“.